# Acacia mollissima
Acacia mollissima är en ärtväxtart. Acacia mollissima ingår i släktet akacior, och familjen ärtväxter.

## Underarter
Arten delas in i följande underarter:
- A. m. leichhardtii
- A. m. stenoloba